# أبيون الأرضي شوكي
أبيون الأرضي شوكي (الاسم العلمي Apion carduorum)، حشرة صغيرة من فصيلة الأبيونيات طولها نحو 3 مم. لونها إلى الزرقة العابقة. تركب مع يرقاتها أوراق وأضلاع الأرضي شوكي. تكافح باستعمال أحد الحواشير المرتكزة على الروتينون.